# Entomologia Generalis
Entomologia Generalis – niemieckie, recenzowane czasopismo naukowe publikujące w dziedzinie entomologii.
Czasopismo to wydawane jest przez Schweizerbart Science Publishers. Ukazuje się od 1978 roku. Wychodzi cztery razy do roku. Publikuje prace dotyczące podstawowych i stosowanych nauk o owadach i innych stawonogach zamieszkujących tereny dzikie, rolnicze i zurbanizowane, przy szczególnym uwzględnieniu tych dotyczących zwalczania gatunków szkodliwych i wektorów, biologii i ekologii gatunków pożytecznych, rozprzestrzeniania się i wpływu na środowisko gatunków inwazyjnych oraz potencjalnych skutków ubocznych zwalczania szkodników. 
W 2017 roku jego wskaźnik cytowań wyniósł według Journal Citation Reports 1,933, a według Scimago Journal & Country Rank wyniósł 0,395 co dawało mu 73. miejsce wśród czasopism poświęconych naukom o owadach.